# Gerrish Peaks
Gerrish Peaks är en bergstopp i Antarktis. Den ligger i Västantarktis. Inget land gör anspråk på området. Toppen på Gerrish Peaks är 221 meter över havet.
Terrängen runt Gerrish Peaks är kuperad åt nordost, men åt sydväst är den platt.  Trakten är obefolkad. Det finns inga samhällen i närheten.